# لوكاس فيرنانديز (لاعب كرة قدم)
لوكاس فيرنانديز (بالبرتغالية: Lucas Fernandes da Silva‏) (20 سبتمبر 1997 بساو برناردو دو كامبو في البرازيل - ) هو لاعب كرة قدم برازيلي في مركز الوسط. لعب مع نادي ساو باولو.

## وصلات خارجية
- لوكاس فيرنانديز (لاعب كرة قدم) على موقع قاعدة بيانات كرة القدم.إي يو (الإنجليزية)
- لوكاس فيرنانديز (لاعب كرة قدم) على موقع Soccerway.com (الإنجليزية)